# Mancharmeer
Het Mancharmeer is het grootste natuurlijke zoetwatermeer in Pakistan en een van de grootste meren van Azië. Het ligt ten westen van de rivier de Indus, in het district Jamshoro en het district Dadu, Sindh, 18 km van Sehwan Sharif.
Talloze kleine stroompjes uit het Kirthargebergte komen uit in het Mancharmeer. Het water van het Mancharmeer mondt vervolgens uit in de Indus. Het oppervlak van het meer fluctueert met de seizoenen, vanaf slechts 36 km² tot wel 500 km² tijdens de moessonregens.

## Milieuvervuiling
Duizenden vissers zijn afhankelijk van de zoetwatervissen in het meer. Het meer is sinds de aanleg van de Main Nara Valley Drain in 1921 vervuild geraakt door de instroom van rioolwater. Als gevolg hiervan is de waterkwaliteit van het meer verslechterd.